# グルムキー文字
グルムキー文字（グルムキーもじ、ਗੁਰਮੁਖੀ, Gurmukhī）は、インドのブラーフミー文字から派生した文字体系。主にインドのパンジャーブ州内のシク教徒によってパンジャーブ語を表記するのに使われる。アブギダの一種。読み書きは左から右へ進めていく。

## 概要
この文字の創始者はシク教の第2代教主(グル)、グル・アンガド(1504年-1552年、在位1539年-1552年)である。16世紀にインド北部でシク教が興り、布教のために経典をまとめて、経典が読めるよう子供に文字を教育する必要が生じてきた。当時のパンジャーブ地方にはシャーラダー文字系のランダー文字などいくつもの文字が存在していたが、ランダー文字が読みにくいことから、この地方の文字から取捨選択して整形し、布教用文字として制作されたのがこの文字である。「グルムキー」の名は、パンジャーブ語のグル(ਗੁਰੂ, gurū)と口(ਮੁੱਖ, mukkh)から来ており、「グルの口から発せられた」「グルの口伝による」という意がある。
なお、パキスタンにもパンジャーブ語話者がいるが、彼らの多くはムスリム(イスラム教徒)であり、グルムキー文字を使わずアラビア文字を改造したシャームキー文字を用いる。またインドでもデーヴァナーガリー文字を使う人も中にはいる。

## 基本字母
グルムキー文字は次の35を基本字として使い、下表の順番を辞書順とする。各文字に対してその名称と、発音（ラテン文字への翻字と発音記号(IPA)）も併記する。多くの文字に、それぞれの上部に左右貫通する横棒があるのが特徴で、単語間ではこの横棒をつなげて書く。
|     | A列 | A列 | 名称   | 発音  | B列 | B列 | 名称    | 発音      | C列 | C列 | 名称  | 発音  | D列 | D列 | 名称    | 発音          | E列 | E列 | 名称  | 発音  |
| --- | --- | --- | ------ | ----- | --- | --- | ------- | --------- | --- | --- | ----- | ----- | --- | --- | ------- | ------------- | --- | --- | ----- | ----- |
| I   | 1   | ੳ   | uṛa    |       | 2   | ਅ   | aiṛa    | a ə       | 3   | ੲ   | iṛi   |       | 4   | ਸ   | sassā   | sa sə         | 5   | ਹ   | hāhā  | ha hə |
| II  | 6   | ਕ   | kakkā  | ka kə | 7   | ਖ   | khakkhā | kha [kʰə] | 8   | ਗ   | gaggā | ga gə | 9   | ਘ   | ghagghā | gha [kə́ / ̀gə] | 10  | ਙ   | unggā | ṅa ŋə |
| III | 11  | ਚ   | caccā  | ca cə | 12  | ਛ   | chacchā | cha [cʰə] | 13  | ਜ   | jajjā | ja ɟə | 14  | ਝ   | jhajjhā | jha [cə́ / ̀ɟə] | 15  | ਞ   | ñañā  | ña ɲə |
| IV  | 16  | ਟ   | ṭainka | ṭa ʈə | 17  | ਠ   | ṭhaṭhā  | ṭha [ʈʰə] | 18  | ਡ   | ḍaḍā  | ḍa ɖə | 19  | ਢ   | ḍhaḍhā  | ḍha [ʈə́ / ̀ɖə] | 20  | ਣ   | ṇāṇā  | ṇa ɳə |
| V   | 21  | ਤ   | tattā  | ta t̪ə | 22  | ਥ   | thatthā | tha [t̺ʰə] | 23  | ਦ   | daddā | da d̪ə | 24  | ਧ   | dhaddhā | dha [t̪ə́ / ̀d̪ə] | 25  | ਨ   | nannā | na nə |
| VI  | 26  | ਪ   | pappā  | pa pə | 27  | ਫ   | phapphā | pha [pʰə] | 28  | ਬ   | babbā | ba bə | 29  | ਭ   | bhabbhā | bha [pə́ / ̀bə] | 30  | ਮ   | mammā | ma mə |
| VII | 31  | ਯ   | yayyā  | ya jə | 32  | ਰ   | rārā    | ra rə     | 33  | ਲ   | lallā | la lə | 34  | ਵ   | vavā    | va və, wə     | 35  | ੜ   | ṛāṛā  | ṛa ɽə |

このうち、
- 1〜3の3字母は、上下左右に記号を付加することで単独の母音を表すために用いられる。特に1(ੳ)と3(ੲ)は記号をつけずに単独で用いられることはない。
- 4〜35は、子音を含む音節を示すために用いられる。ただし、単独ではそれぞれ「子音+a」を表している。子音に後続する母音がa以外のものを表すためには、各字母の上下左右に記号を付加する。

母音を示すために付加する記号など詳しくは後述の母音の節を参照。
上表のほかに、文字の創製時には作られなかった発音を表すために、下表に示す拡張文字が使用されている。これらは、既存の文字の中から発音が近い音の文字に、下(pair)に点(bindi)を打ったものである。
|     |   | 名称              | 発音  |
| --- | - | ----------------- | ----- |
| 4′  | ਸ਼ | sassā pair bindi  | śa ʃə |
| 7′  | ਖ਼ | khakhā pair bindi | xa xə |
| 8′  | ਗ਼ | gaggā pair bindi  | ġa ɣə |
| 13′ | ਜ਼ | jajjā pair bindi  | za zə |
| 27′ | ਫ਼ | phaphā pair bindi | fa fə |
| 34′ | ਲ਼ | ḷaḷā pair bindi   | ḷa ɭə |

4′(ਸ਼)はパンジャーブ語にあったが、当初は別の文字で代用されていた発音である。そのほかは、もともとパンジャーブ語になかった発音であり、もっぱらアラビア語や英語などからの外来語に存在する発音を表記するために使用される。特に34′(ਲ਼)は最近使われるようになった字母である。ただし、時に点を打たずに書記されたり、下部の点がないときの発音で読まれたりることもある。

## 子音
上表のうち、4〜35は子音で始まる音節を表す字母である。この配置は、似た発音同士を並べている点で合理的であり、デーヴァナーガリーなど他の北方インド系文字の並べ方とほぼ同じである。
特に、II〜IV行は閉鎖音であり、各行に対してそれぞれ同じ調音点の子音が配置されている。詳細には、
- II — 軟口蓋音
- III — 硬口蓋音（または後部歯茎音）
- IV — そり舌音
- V — 歯音/歯茎音
- VI — 両唇音

またこれらの行において、各列はそれぞれ次の音声的特徴をもつ文字でまとめられている。
- A列 — 無気無声音
- B列 — 有気無声音
- C列 — 無気有声音
- D列 — 声調を含む無気音
- E列 — 鼻音

D列の字母は、語頭にくるときは自身が低声調の無気無声音で発音され、それ以外の位置ではその直前を高声調にする無気有声音の字母となる。声調については、パンジャーブ語の音韻の項を参照。
4(ਸ)と5(ਹ)は、一般のインド系文字の順番ではVIIのあとにくる文字である。5(ਹ)は、ごく一部の例外を除き、語頭では/h/で発音され、それ以外の位置では発音されずに声調の存在を表す記号となる。
なお、インドの文字は総じて、子音が連続したときに、複雑な結合文字ができるが、グルムキー文字には結合文字はない。たとえばデーヴァナーガリーでは"नमस्ते"（/nəməste/、ヒンディー語で「こんにちは」）のうちの"स्त"(sta)が結合文字であり、これは स(sa) と त(ta) を結合させて作られるものである。このような結合文字はインド系文字のコンピュータ処理システム構築における厄介な問題の1つであるが（複雑なテキスト配置の項目を参照）、パンジャーブ語の音韻構造の影響で、グルムキー文字にはこのような子音の結合文字は存在しない。

## 母音

### 母音字
前節では子音+a (/ə/)をあらわす文字について述べた。ここでは母音で始まる音節や、子音+(a以外の)母音をあらわす方法について述べる。
|      | 母音字 | 母音記号 | /k/ + の例 | 名称     | 発音    |
| ---- | ------ | -------- | ---------- | -------- | ------- |
| 2    | ਅ      | (なし)   | ਕ          | muktā    | a ə     |
| 2′   | ਆ      | ਾ         | ਕਾ          | kannā    | ā ɑ(ː)  |
| 3′   | ਇ      | ਿ         | ਕਿ          | siharī   | i ɪ     |
| 3′′  | ਈ      | ੀ         | ਕੀ          | biharī   | ī i(ː)  |
| 1′   | ਉ      | ੁ         | ਕੁ          | õkaṛ     | u ʊ     |
| 1′′  | ਊ      | ੂ         | ਕੂ          | dulãikṛe | ū u(ː)  |
| 3′′′ | ਏ      | ੇ         | ਕੇ          | lã       | ē e(ː)  |
| 2′′  | ਐ      | ੈ         | ਕੈ          | dulaiã   | ai ɛ(ː) |
| 1′′′ | ਓ      | ੋ         | ਕੋ          | hoṛa     | ō o(ː)  |
| 2′′′ | ਔ      | ੌ         | ਕੌ          | kanauṛā  | au ɔ(ː) |

母音で始まる(子音が頭につかない)音節は、上表の母音字の列にある文字であらわす。これらは、基礎字母のうち1(ੳ), 2(ਅ), 3(ੲ)に字画を追加したものである。とくに1と3は単独では用いられずもっぱら上表のように何かが追加されて使用される。
子音+(a以外の)母音をあらわす場合、上表のうち母音記号の列で示された付加記号を子音字に追加する方法をとる。点線で描かれた円に子音字をおき、それぞれに付加記号を付け足すというやり方である。例として、上表に/k/+母音の例をのせている。
グルムキー文字に限らずインド系文字(ブラーフミー系文字)は（一部を除き）すべてこのようなシステムで書字される。つまり、ローマ字などのように子音だけを表す単独の文字があるわけではなく、「子音+a」が基本文字として設けられ、子音につく母音を変える場合は上表のような母音記号を付加することであらわすという文字システムでできている（このような文字システムのことを「アブギダ」という）。
また、ここで注意すべきは、2(ਅ a), 3′(ਇ i), 1′(ਉ u)以外の母音は基本的に長母音だということである。母音を伸ばさずに発音されることもあるが、文法上は長母音として扱われる。

### 母音aについて
2(ਅ a)の母音は、単語内での位置によっては、文字上では表記されていても発音されない。
- 語末では発音されない。ただし単音節語では発音する。
  - ਇੱਕ /ɪkk/ 1（基数詞）- /ɪkkə/ではない
- 開音節であり、かつ直後が長母音のある音節ならば発音されない（語頭除く）。
  - ਲਿਖਣਾ /lɪkʰɳɑː/ 書く - /lɪkʰəɳɑː/ではない　（ただし、ਭਰਾ /pə́rɑː/ 兄・弟、/prɑː/ではない）

## 補助記号

### 単語に付加する補助記号
|  | 名称       | 用途 |
|  | ---------- | --- |
| ਂ | bindī      | 鼻母音、または次に来る子音が有声閉鎖音の場合は、音節末に鼻子音が付加されることをあらわす。 どちらの記号を用いるかは、どの母音記号（付加記号）が使用されているかによる。 |
| ੰ | ṭippī      | 鼻母音、または次に来る子音が有声閉鎖音の場合は、音節末に鼻子音が付加されることをあらわす。 どちらの記号を用いるかは、どの母音記号（付加記号）が使用されているかによる。 |
| ੱ | addhak     | 二重子音化符号：直後の子音字の子音が二重子音であることを示す。促音化記号。                                                                                              |
| ਼ | paīr bindī | 外国語などの特殊な発音を示すための記号 |
| ਃ | visarga    | 語末に位置し、気息(h)があることを示す。 |
| ੍ | halant     | 子音記号に付加し、母音のない子音のみの音であることを示す。例: ਕ ka に対し、ਕ੍ は k をあらわす。                                                                          |

visarga(ਃ), halant(੍)は、サンスクリットなどからの借用語にしか用いられない。

### 付加文字
一部の字母には、縮小などを施されたものが付加文字として使用され別な機能をするものがある。
| 使用例 | 字形の説明                  | 例の読み | 付加記号の説明          |
| ------ | --------------------------- | -------- | ----------------------- |
| ਲ੍ਹ     | ਲ (la) + ਹ(5,ha)の縮小字体  | [ ́lə]    | =੍ਹ 高声調の存在を示す。 |
| ਸ੍ਵ     | ਸ (sa) + ਵ(34,wa)の縮小字体 | [swə]    | =੍ਵ                      |
| ਕ੍ਰ     | ਕ (ka) + ਰ(32,ra)の縮小字体 | [krə]    | =੍ਰ                      |
| ਕ੍ਯ     | ਕ (ka) + ਯ(31,ya)の異体字   | [kjə]    | =੍ਯ                      |

### 句読点
| । | 句点。平叙文の文末に添える。                               |
| ? | 疑問符。使用法は欧米の文章と同じで、疑問文の文末に添える。 |
| , | 読点。使用法は欧米の文章におけるコンマに同じ。             |

そのほか、前述のvisargaが省略符号として、欧米文のドット(.)のように利用されることがある。
また、Unicodeには"Ek Onkar" (ੴ) という特殊な記号が用意されている。これには「唯一の神」という意味がある。

## 数字
グルムキー文字には独特の形状をした数字がある。この文字に限らずインド系文字には個々に独自の数字をもつ。なお、最近ではこれの替わりに現在の日本でもよく使われる算用数字（下表の上段のもの）が使われることもある。
| 0 | 1 | 2 | 3 | 4 | 5 | 6 | 7 | 8 | 9 |
| - | - | - | - | - | - | - | - | - | - |
| ੦ | ੧ | ੨ | ੩ | ੪ | ੫ | ੬ | ੭ | ੮ | ੯ |

なお、使用法は算用数字とまったく同じである。例： ੯੦੬ = 906 = 九百六。

## コンピュータでの文字処理

### Unicodeにおけるコードの定義
Unicodeでは以下の領域に次の文字が収録されている。
| U+   | 0 | 1 | 2 | 3 | 4 | 5 | 6 | 7 | 8 | 9 | A | B | C | D | E | F |
| ---- | - | - | - | - | - | - | - | - | - | - | - | - | - | - | - | - |
| 0A00 |   | ਁ  | ਂ  | ਃ  |   | ਅ | ਆ | ਇ | ਈ | ਉ | ਊ |   |   |   |   | ਏ |
| 0A10 | ਐ |   |   | ਓ | ਔ | ਕ | ਖ | ਗ | ਘ | ਙ | ਚ | ਛ | ਜ | ਝ | ਞ | ਟ |
| 0A20 | ਠ | ਡ | ਢ | ਣ | ਤ | ਥ | ਦ | ਧ | ਨ |   | ਪ | ਫ | ਬ | ਭ | ਮ | ਯ |
| 0A30 | ਰ |   | ਲ | ਲ਼ |   | ਵ | ਸ਼ |   | ਸ | ਹ |   |   | ਼  |   | ਾ  | ਿ  |
| 0A40 | ੀ  | ੁ  | ੂ  |   |   |   |   | ੇ  | ੈ  |   |   | ੋ  | ੌ  | ੍  |   |   |
| 0A50 |   | ੑ  |   |   |   |   |   |   |   | ਖ਼ | ਗ਼ | ਜ਼ | ੜ |   | ਫ਼ |   |
| 0A60 |   |   |   |   |   |   | ੦ | ੧ | ੨ | ੩ | ੪ | ੫ | ੬ | ੭ | ੮ | ੯ |
| 0A70 | ੰ  | ੱ  | ੲ | ੳ | ੴ | ੵ  |   |   |   |   |   |   |   |   |   |   |

また、句点( । )はグルムキー文字枠には定義されておらず、デーヴァナーガリーにて定義されているU+0964を利用する。「?」と「,」は英文のコードを利用する。

### Windows上での処理
Windows XP以降のOSでは、該当のテキスト処理システムをインストールすれば、キーボード上でグルムキー文字を入力・編集することができる。詳しくはHelp:多言語対応 (インド系文字)を参照。

### キーボード
Windowsのパンジャブ語（グルムキー文字）キーボードの配列は以下の通り。

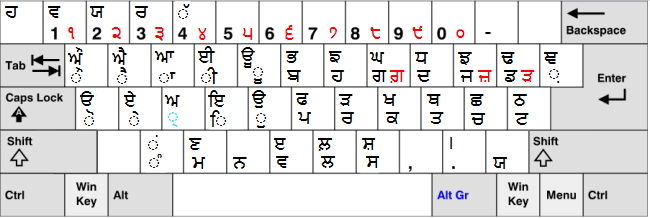
赤字部分は｢右Alt｣を用いて入力。デーヴァナーガリー（ヒンディー語など）と同じく、InScript配列になっている。